# Scopula brunneata
Scopula brunneata är en fjärilsart som beskrevs av Geoffroy 1762. Scopula brunneata ingår i släktet Scopula och familjen mätare. Inga underarter finns listade.